# Liste der Biografien/Krul
Liste der Biografien |
Portal Biografien |
Personensuche
# |
A |
B |
C |
D |
E |
F |
G |
H |
I |
J |
K |
L |
M |
N |
O |
P |
Q |
R |
S |
T |
U |
V |
W |
X |
Y |
Z |
?
 
Ka |
Kb |
Kc |
Kd |
Ke |
Kf |
Kg |
Kh |
Ki |
Kj |
Kl |
Km |
Kn |
Ko |
Kp |
Kr |
Ks |
Kt |
Ku |
Kv |
Kw |
Ky |
Kx |
Kz
 
Kra |
Krb |
Krc |
Kre |
Krg |
Krh |
Kri |
Krj |
Krk |
Krl |
Krm |
Krn |
Kro |
Krp |
Krs |
Krt |
Kru |
Kry |
Krz
 
Krua |
Krub |
Kruc |
Krud |
Krue |
Kruf |
Krug |
Kruh |
Krui |
Kruj |
Kruk |
Krul |
Krum |
Krun |
Kruo |
Krup |
Krus |
Krut |
Kruu |
Kruy |
Kruz
Die Liste der Biografien führt alle Personen auf, die in der deutschsprachigen Wikipedia einen Artikel haben. Dieses ist eine Teilliste mit 29 Einträgen von Personen, deren Namen mit den Buchstaben „Krul“ beginnt.

## Krul
- Krul, André (* 1987), niederländischer Fußballtorhüter
- Krul, Ludwig († 1431), Ratsherr der Hansestadt Lübeck
- Krul, Tim (* 1988), niederländischer Fußballspieler

### Krula
- Krulak, Charles C. (* 1942), US-amerikanischer General

### Krule
- Krule, King (* 1994), britischer Sänger, Komponist und MusikerKing Krule (* 1994)

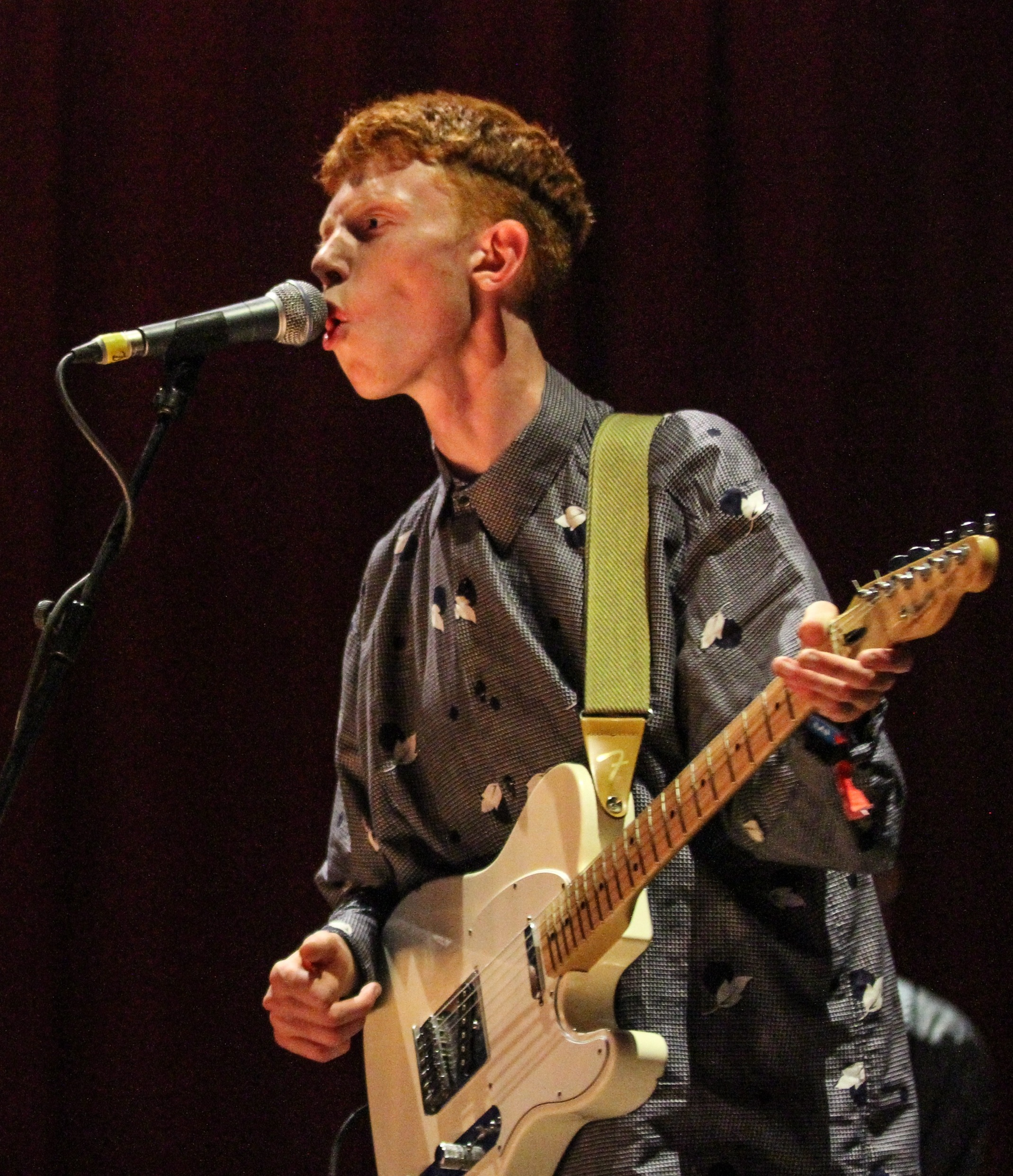
King Krule (* 1994)

- Krüler, Norbert (* 1957), deutscher Musiker und Musikproduzent (Shamall)
- Krulevitz, Steve (* 1951), US-amerikanisch-israelischer Tennisspieler

### Krulj
- Krulj, Ana (* 2001), serbische Volleyballspielerin

### Krull
- Krull, Arthur (1898–1964), deutscher Politiker (KPD), MdL
- Krull, Christian Friedrich (1748–1787), niedersächsischer Bildhauer der frühen Neuzeit
- Krull, Daniel (* 1961), deutscher Diplomat
- Krull, Germaine (1897–1985), deutsch-niederländische Fotografin
- Krull, Hans (1916–1983), deutscher Schauspieler, Hörspielsprecher und Regisseur
- Krüll, Harald (* 1957), deutscher Eishockeyspieler
- Krull, Hasso (* 1964), estnischer Lyriker, Essayist und Übersetzer
- Krull, Johann (1610–1688), deutscher Jurist und Gesandter bei den Westfälischen Friedensverhandlungen
- Krull, Karl (1905–1932), deutscher Lehrer, Sozialdemokrat
- Krüll, Karl (1936–2021), deutscher Künstler
- Krüll, Marianne (* 1936), deutsche wissenschaftliche Autorin und Soziologin
- Krull, Reinhard (* 1954), deutscher Hockeyspieler
- Krull, Rudolf (1886–1961), deutscher Verwaltungs- und Wirtschaftsjurist
- Krull, Stephan (* 1948), deutscher Politiker (DKP, Die Linke)
- Krull, Thomas (* 1970), deutscher Basketballspieler
- Krull, Tobias (* 1977), deutscher Politiker (CDU), MdL
- Krull, Wilhelm (* 1952), deutscher Stiftungsfunktionär, Generalsekretär der VolkswagenStiftung
- Krull, Wolfgang (1899–1971), deutscher Mathematiker
- Krullaars, Nyala (* 2001), niederländische Handballspielerin
- Krullmann, Wolfgang (* 1956), deutscher Basketballspieler

### Kruls
- Kruls, Hendrik Johan (1902–1975), niederländischer General